# Nordstan
Nordstan är ett köpcentrum i stadsdelen Nordstaden i centrala Göteborg. Det har en totalyta på 306 000 m² varav butiks- och restaurangyta (ca 200 stycken) utgör 70 000 m². Nordstan är Sveriges tredje  största shoppingcenter sett till omsättning (2019). Under 2015 besöktes centret av 35 miljoner personer och hade en total omsättning på 4,2 miljarder kronor.  Nordstan består av åtta stadskvarter som är sammanbyggda med gågator till ett stort inomhuscenter. Det upptar en tomtarea på 60 000 m² och är arbetsplats för cirka 6 000 personer.

## Historik
Bland annat utvandringen till Amerika 1860–1920, gjorde att Nordstan då var en livlig del av staden. Här passerade emigranterna mellan Göteborgs centralstation och västerut till de väntande båtarna i hamnen.

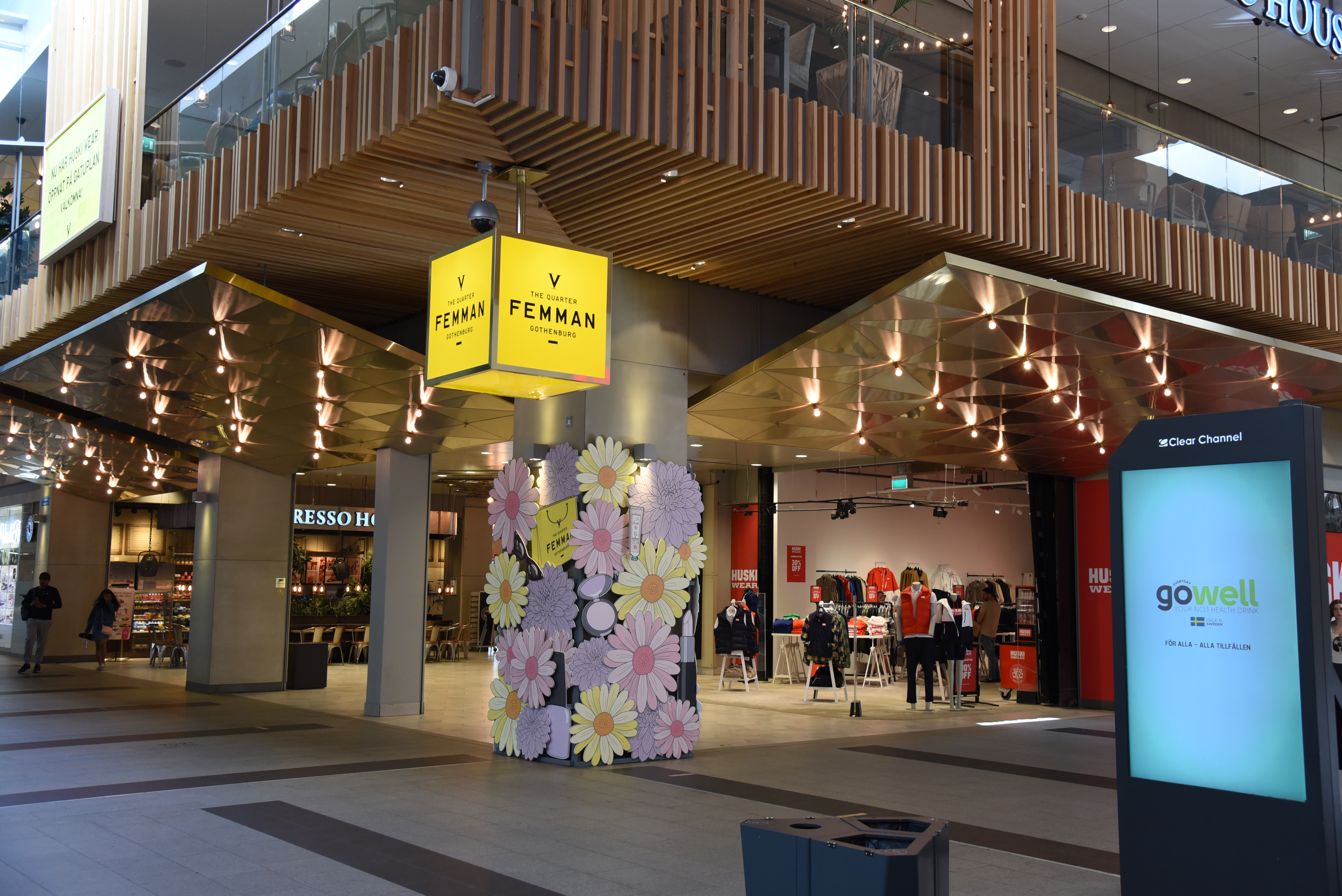
Varuhuset Femman

Men i början av 1960-talet var Östra Nordstaden en förslummad  stadsdel i Göteborg. Med hjälp av byggföretag och banker inköptes samtliga gamla kvarter, sammantaget 90 fastigheter. År 1967 började man riva alla gamla hus och byggnadsarbetet kom igång. Nordstan blev klar i två etapper, och den 28 september 1972 skedde invigning av första etappen av landshövding Erik Huss. Minst 6 000 personer hade samlats på Götgatan. Större delen av Nordstan stod klar 1973, då som en helt ny stadsdel där den gamla hade legat. Dessutom var kvarter och hus sammanlänkade med tak emellan sig. Kostnaden för sanering och uppförande av nya kvarter uppgick till cirka 2,8 miljarder kronor i dagens (2014) penningvärde och var då "Sveriges största sammanhängande citysanering". Hela projektet genomfördes i privat regi, genom några privata byggfirmor som samverkade med flera Göteborgsbaserade affärsbanker (Skandinaviska banken var ledande, dessutom Svenska Handelsbanken, Sveriges Kreditbank och Göteborgs Bank) och med stöd av kommunen. Kommunens starke man i byggfrågor, Torsten Henrikson, uttryckte sig såhär om kommunens roll: "Från början sökte konsortiet kontakt med myndigheterna för att höra efter om stan var intresserad av att medverka och då fick de besked att det var stan inte, därför att vi hade så stora saneringsbehov som är mera socialt betingade. Stan ansåg inte att den skulle lägga sig i den mera merkantilt betonade verksamheten. Men däremot sa vi ifrån att vi skall lämna all den medverkan som ankommer på kommunen, utarbeta en stadsplan för området, och i beslutet om stadsplan låg ju det politiska beslutet."
Tio byggföretag av varierande storlek visade sig vara villiga att gå in i projektet: Gösta Andersson Byggnadsfirma; Byggnads AB Eriksson & Rann; Ernst Järnfelt Byggnads AB; Yngve Kullenberg Byggnads AB; Byggnads AB J. Alfr. Olsson; F O Peterson & Söner Byggnads AB; AB Skånska Cementgjuteriet; Gunnar Zetterberg Byggnads AB; Bygg-Oleba Olle Engkvist AB och Svenska Industribyggen AB. Dessa bildade den 21 juni 1960 kommanditbolaget Östra Nordstaden AB & Co med lika andelar. Verkställande direktör blev den tidigare fastighetsdirektören i Göteborg, Frans Persson. Bolagets eget kapital var blygsamma 300 000 kronor. För att undvika spekulation i fastighetspriserna, hade man redan i april 1961 förvärvat 33 fastigheter och ytterligare åtta fram till november det året.
Namnet kommer av att området utgör den östra delen av stadsdelen Nordstaden, i den norra delen av det ursprungliga stadsområdet inom vallgraven. Köpcentret hette från början Östra Nordstan, men 1984 eller tidigare har namnet kortats ned till bara Nordstan. Flera av de ursprungliga gatunamnen har behållits. Nordstadstorget tillkom, Norra Larmgatan och Lilla Klädpressaregatan togs bort när köpcentret byggdes. Lilla Klädpressaregatan återkom 1986 när parkeringshusets bottenvåning byggdes om till affärsyta. Den kallas även för Nya Gatan.
Den 11 december 1979 infördes rullskridskoförbud på Nordstadstorget. Det hade då blivit ett större problem än vad man väntat sig.
Under 2008/2009 kom stora delar av shoppingcentret att genomgå större renoveringar. Bland annat öppnade Åhléns ytterligare ett våningsplan, det fjärde, och ytterligare 4 000 m² butiksyta uppläts åt Elgiganten och Stadium. Detta kostade 60 miljoner kronor.
Nordstan har länge varit en samlingsplats för många ungdomsgäng. Ungdomar reser dit från Göteborgs förorter och delar av mellersta Sverige. Runt 2016-17 uppmärksammades också förekomsten av ensamkommande flyktingbarn.

## Beskrivning
Nordstan besöks årligen av 35 miljoner besökare och har en omsättning på 4 miljarder kronor (2012) Shoppingcentret innehåller cirka 200 butiker och restauranger samt omkring 150 kontor i samma komplex. Butikerna finns i fyra plan.
Mitt i Nordstan ligger Nordstadstorget, en stor öppen inomhusyta som ofta används till utställningar och evenemang. Här finns varuhuset Åhléns (som öppnades den 27 mars 1974) och gallerian Femman, som ägs av Hufvudstaden. Femman består av tre våningar butiker och fem våningar kontor. När shoppingcentret uppfördes skedde detta i nio etapper mellan åren 1972 och 1985. 
Under julruschen 2004 var rusningen så stor att Nordstans parkeringshus, som vanligtvis tar 2 700 bilar, besöktes av 8 000 bilar under en dag. Flera bilister satt över 1,5 timmar i kö för att få komma ut. Köpcentrumet fick utöka sin bemanning av ordningsvakter från Securitas som fick trafiken att röra sig. Samma decemberdag 2004 passerade över 140 000 kunder varuhuset.
I Nordstan finns flera stora kedjor och deras så kallade "Flagship Stores". I mars 2008 öppnade MacForum i Nordstan på 1 600 m². Det är den näst största Applebutiken i Europa, efter butiken i London. Butiken i Nordstan är dock en återförsäljare, och inte en av Apple ägd Apple Store. Bland de externa återförsäljarna är butiken i Göteborg den till ytan största i världen. Andra "flaggskepp" är Lindex som öppnade företagets första Brand Store i Nordstan 2001, H&M och spanska klädkedjan Desigual som öppnade sin första butik på 700 m² i Nordstan under 2010.

## Ägare
Komplexet ägs av ett konsortium av fastighetsbolag. Dessa är Vasakronan, Hufvudstaden, F O Peterson Söner Byggnads AB, Gösta Andersson Byggnadsfirma AB och Castellum AB, samt Nordstans Samfällighetsförening.

## Byggfaser
- 1967: Kvarteret 10 Kronobageriet, tomt 10:22. Norra Hamngatan 32-34—Köpmansgatan 21-25. Ernst Järnfelt/ÖN-Bolaget med 9 830 kvadratmeter. White Arkitektkontor i Göteborg, genom arkitekter SAR Armand Björkman och Rune Falk. Tre våningar mot Köpmansgatan, och fem mot Norra Hamngatan. Gården är överbyggd.[23]
- 1968: Kvarteret 10 Kronobageriet, tomt 10:23. Norra Hamngatan 24-30—Köpmansgatan 13-19. Östra Nordstaden-bolaget med 14 390 kvadratmeter. White Arkitektkontor i Göteborg, genom arkitekter SAR Armand Björkman och Rune Falk. Tre till fem våningar samt två överbyggda gårdar och Götgatan. Här går huvudentrén in till Nordstan. Här låg åtta olika hus före rivningarna 1966.[24]
- 1970-73: Kvarteret 8 Köpmannen, tomt 8:25. Nils Ericsonsgatan 19-21—Köpmansgatan 36-42—Postgatan 45-49—Götgatan 10-12. Arkitekt E. Henlund och  F O Peterson & Söner samt Gösta Andersson Byggnadsfirma med 27 125 kvadratmeter. Scandic Hotel Europa med sex till nio våningar. Efter påbyggnaden 1981 av två hotellvåningar i mittdelen, 29 500 kvadratmeter.[25]
- 1971-73: Kvarteret 8 Köpmannen, tomt 8:24. Nils Ericsonsgatan 3-17—Nordstadstorget 4-8. Bygg-Oleba /SIAB med 51 900 kvadratmeter. Arkitekter Sven Backström, Leif Reinius i Stockholm. 5:ans butiksvaruhus (namnet kommer av att detta var "objekt nr 5" i byggprojektet) i fem till sex våningar med en ljusgård i ett plan. Mellan plan 1 och 3 anlades rulltrappor i slutet av 1970-talet. Samtidigt tillkom restaurang och teaterlokal på plan 3. Balkonger och ytterligare rulltrappor kom till efter 1990.[26]
- 1971-73: Kvarteret 2 Hövågen, tomt 2:15. Nils Ericsonsgatan 1—Kanaltorgsgatan. P-hus i sju våningar. Östra Nordstaden Samfällighetsförening med 63 500 kvadratmeter. År 1991, efter påbyggnad, 75 700 kvadratmeter. White Arkitektkontor i Göteborg med arkitekterna Rune Falk och Heikki Sarg. För påbyggnaden 1991, F O Arkitektkontor AB. En serviceanläggning för bilar byggdes i bottenplanet i slutet av 1970-talet, samtidigt gjordes andra förändringar av garaget. En ny ombyggnad skedde 1986-88, då bland annat Lilla Klädpressaregatan gjordes till en förlängning av Götgatan—Nordstadstorget. Entrén mot Kanaltorgsgatan om- och tillbyggdes samtidigt. Den nya gångbron till Lilla Bommens stod klar, och en ny entré till denna skapades.[27]
- 1971-73: Kvarteret 8 Köpmannen, tomt 8:26. Östra Hamngatan 26-28—Köpmansgatan 28-34—Postgatan 39-43. Länssparbanken med 24 010 kvadratmeter. Två till sex våningar samt källar- och takvåning. Mot Postgatan två ljusgårdar. Längs Östra Hamngatan och del av Köpmansgatan en arkad. Påbyggt 1988 med 400 kvadratmeter samt även på 1990-talet. Sven Brolid Arkitektkontor i Göteborg.[28]
- 1971-73: Kvarteret 8 Köpmannen, tomt 8:27. Östra Hamngatan 18-24—Postgatan 22-24—Nordstadstorget 3-4. Skandinaviska Banken/AB Tenngjutaren med 46 535 kvadratmeter. Lund & Valentin arkitekter i Göteborg. Fyra till sex våningar med både tal- och källarvåning. Genom en hopslagning av de äldre kvarteren Tenngjutaren och Nålmakaren med ett tjugotal tomter, lyckades man planera för fastigheten[29]
- 1972-75: Kvarteret 2 Hövågen, tomt 2:16. Östra Hamngatan 2-16—Spannmålsgatan 14-16—Kanaltorgsgatan. Götabanken med 17 875 kvadratmeter. Tengboms Arkitektkontor i Stockholm med arkitekterna Anders Tengbom och Karl Schollin. Fem våningar samt indragen takvåning samt två ljusgårdar i samma plan. Längs Östra Hamngatan en arkad. Olika bank- och kontorslokalsombyggnader från mitten av 1980-talet. På platsen låg tidigare Kanaltorget.[27]
- 1984-86: Kvarteret 10 Kronobageriet, tomt 10:25. Norra Hamngatan 20-22—Köpmansgatan 11 A-B. Försäkringsbolaget Ansvar och Fastighets AB Certus med 7 700 kvadratmeter. White Arkitektkontor i Göteborg med arkitekter SAR Armand Björkman och Rune Falk. Fem till sex våningar samt två ljusgårdar.[30][31]